# تيم إيلمز
تيم إيلمز (بالإنجليزية: Tim Elmes)‏ هو لاعب كرة قدم بريطاني في مركز الوسط، ولد في 28 سبتمبر 1962 في كرويدون في المملكة المتحدة. لعب مع نادي تشيلسي ونادي ليتون أورينت.